# Мартин Фенін
Мартин Фенін (чеськ. Martin Fenin, МФА: [ˈmarcɪn ˈfɛɲɪn], * 16 квітня 1987, Хеб) — чеський футболіст, нападник німецького «Енергі» та національної збірної Чехії.

## Клубна кар'єра
Вихованець футбольної школи клубу «Тепліце». Дорослу футбольну кар'єру розпочав 2003 року в основній команді того ж клубу, в якій провів п'ять сезонів, взявши участь у 77 матчах чемпіонату. 
На початку 2008 року перебрався до Німеччини, уклавши контракт з клубом «Айнтрахт». Відіграв за команду з Франкфурта-на-Майні 3,5 сезону, більшу частину з яких був одним з основних її нападників.  
На початку сезону 2011-12, провівши лише одну гру за «Айнтрахт», перейшов до складу іншого німецького клубу, «Енергі» (Котбус).

## Виступи за збірну
З 2002 року викликався до складу юнацьких, а згодом й молодіжних, збірних команд Чехії різних вікових категорій.
2007 року дебютував в офіційних матчах у складі національної збірної Чехії. Наразі провів у формі головної команди країни 16 матчів, забивши 3 голи. 
У складі збірної був учасником чемпіонату Європи 2008 року в Австрії та Швейцарії.

## Титули і досягнення

### Особисті
- Чеський футбольний талант року (1):

2007